# Welcome Home, Roxy Carmichael
Welcome Home, Roxy Carmichael (bra: A Volta de Roxy Carmichael; prt: Roxy - O Escândalo da Verdade) é um filme de comédia dramática dos Estados Unidos de 1990, realizado por Jim Abrahams.

## Resumo
Após viver 15 anos numa pequena cidade de Ohio, Roxy Carmichael (Ava Fabian), uma estrela, vai regressar à sua cidade natal. Tal acontecimento provoca uma grande curiosidade em muitos dos habitantes, incluindo Denton Webb (Jeff Daniels), o seu ex-marido. 
Mas é Dinky Bossetti (Winona Ryder), uma jovem rapariga que foi adoptada e que é ignorada pelos seus colegas, e ela acredita ser a filha secreta de Roxy. 

## Elenco
- Winona Ryder (Dinky Bossetti)
- Jeff Daniels (Denton Webb)
- Laila Robins (Elizabeth Zaks)
- Thomas Wilson Brown (Gerald Howells)
- Joan McMurtrey (Barbara Webb)
- Graham Beckel (Les Bossetti)
- Frances Fisher (Rochelle Bossetti)
- Robby Kiger (Beannie Billings)
- Dinah Manoff (Evelyn Whittacher)
- Sachi Parker (Libby Ochiemacher)
- Stephen Tobolowsky (Prefeito Bill Klepler)
- Micole Mercurio (Louise Garweski)
- John Short (Ronald Reems)
- Robin Thomas (Scotty Sandholtzer)
- Ava Fabian (Roxy Carmichael)
- Carla Gugino (Roxy Carmichael - jovem)